# Kuba-Kiefer
Die Kuba-Kiefer (Pinus cubensis) ist eine Pflanzenart aus der Gattung der Kiefern (Pinus) innerhalb der Familie der Kieferngewächse (Pinaceae). Sie ist ein Endemit im Hochland des östlichen Kuba.

## Beschreibung

### Vegetative Merkmale
Die Kuba-Kiefer wächst als immergrüner Baum und erreicht Wuchshöhen von 25 bis 30 Metern. Die Rinde junger Zweige ist zuerst bläulich und etwas behaart, später wird sie grau-braun und schält sich in dünnen, flockigen Schuppen ab. Die zylindrisch geformten, dunkelbraunen Knospen sind harzig. Die zu zweit beisammenstehenden Nadeln sind dick, steif, mattgrün und 10 bis 14 Zentimeter lang.

### Generative Merkmale
Die rötlich braunen Zapfen sind bei einer Länge von 4 bis 5 Zentimetern oval und nach oben hin konisch schmaler werdend. Der Teil der Zapfenschuppen, der nach außen weist (Apophyse (Kiefern)), ist flach, gekerbt, in der Mitte mit einer kleinen Erhebung (Nabel). Die Samen sind mit Flügel 2 bis 3 Zentimeter, ohne Flügel 0,5 bis 0,6 Zentimeter lang.

## Vorkommen

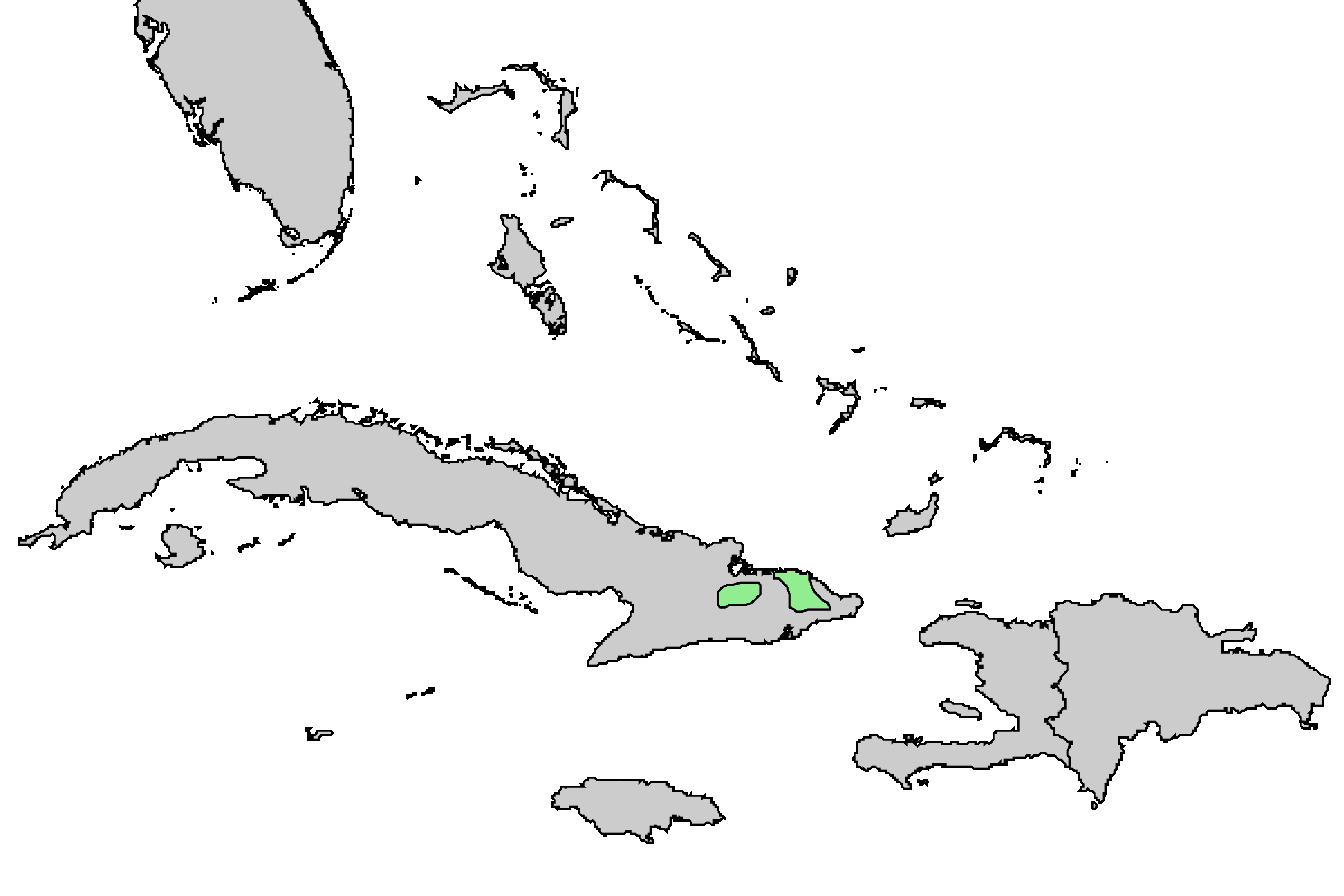
Verbreitungskarte

Die Kuba-Kiefer kommt in der Sierra Maestra und in der Sierra de Nipe, aber auch im Vorgebirge und teilweise an der Küste im östlichen Kuba vor.
Sie gedeiht in Höhenlagen von 100 bis 900, selten bis zu 1200 Metern. Sie wächst in Serpentin-Gebieten oder auf Latosol, in niedrigeren Höhenlagen auch auf sandigen Schwemmböden. Kuba-Kiefern kommen vor allem auf sauren Böden mit geringem Wasserrückhaltevermögen vor. Die jährliche Niederschlagsmenge in dieser Ökoregion kann bis zu 1800 mm betragen, mit einer Trockenzeit von November bis April und einer Regenzeit von Mai bis Oktober. Die durchschnittliche Jahrestemperatur beträgt 25 °C, wobei sie in den höheren Lagen etwas tiefer liegt. Der August ist der wärmste Monat, und der kälteste ist der Januar.
Die Kuba-Kiefer bildet dort, meist als einzige Baumart, die Baumschicht. Vergesellschaftet ist sie mit Dracaena cubensis, Arten aus den Gattungen Eupatorium s. l., Myrtus und Baccharis sowie mit Jacaranda arborea und Eugenia pinetorum.

## Systematik
Die Erstbeschreibung von Pinus cubensis erfolgte 1862 durch August Grisebach Plantae Wrightianae, 2, Seite 530. Johannes Bisse trennte 1975 von Pinus occidentalis die Art Pinus maestrensis ab, diese wird von anderen Autoren als Synonym zu Pinus cubensis betrachtet. John Silba ordnete die Kuba-Kiefer 1990 als Unterart der Hispaniola-Kiefer (Pinus occidentalis) ein. Synonyme von Pinus cubensis Grisebach sind: Pinus occidentalis var. cubensis (Grisebach) Silba, Pinus wrightii Engelm., Pinus maestrensis Bisse, Pinus occidentalis var. maestrensis (Bisse) Silba, Pinus montezumae var. cubensis Nutt., Pinus cubensis var. anomala Rowlee, Pinus cubensis subsp. maestraensis (Bisse) Silba.
Die Art Pinus cubensis gehört zur Untersektion Australes aus der Sektion Trifoliae in der Untergattung Pinus innerhalb der Gattung Pinus. Die Kuba-Kiefer (Pinus cubensis) ist eng verwandt mit der Hispaniola-Kiefer (Pinus occidentalis).